# Île de la Tour du Mont
L’île Margaux (nom d'usage viticole mais le plus connu) est l'une des îles de l'estuaire de la Gironde. Également appelée île de la Tour du Mont (nom cadastral officiel de la localité dans ses deux communes), ou anciennement et localement île de la Tour de Mons, elle se situe dans le « Bras de Macau » (entre la côte médocaine et l'île Verte).
Essentiellement tournée vers la viticulture, elle est rattachée administrativement à la commune nouvelle de Margaux-Cantenac formée (depuis début 2017) des anciennes communes (aujourd'hui communes déléguées) de Margaux (à laquelle est rattachée la plus grande partie nord-ouest et centrale de l'île) et de Cantenac (à laquelle est rattachée la pointe sud-est de l'île), sur la rive gauche de l'estuaire, dans le département de la Gironde et la région Nouvelle-Aquitaine.

## Description
L'île Margaux appartient à un archipel de huit îles et îlots situées au cœur de l'estuaire, entre les côtes du Blayais et du Médoc. D'une superficie de 25 hectares, elle est l'une des plus petites îles de l'archipel girondin.
Comme toutes les îles de l'estuaire, sa formation résulte de l'accumulation d'alluvions d'origine fluviatile charriés par la Garonne et la Dordogne et de sables marins apportés par la marée montante. Ces sols constitués d'argiles bleues litées de sable sont essentiellement couverts de vignobles, qui couvrent à eux-seuls près de 14 hectares.
Les vignes de l'île Margaux sont représentatives des cinq cépages du Médoc viticole : ce sont le Merlot (47 % du vignoble de l'île), le Cabernet-Sauvignon (25 %), le Petit Verdot (12 %), le Malbec (10 %) et le Cabernet Franc (6 %).
L'île est une propriété privée, exploitée par le viticulteur qui produit ses appellations sous le nom d'exploitant Domaine de l'Île Margaux. Lors d'une grande tempête en 1999, elle fut submergée et on a crû l'île perdue pour l'exploitation viticole et même pour l'habitation, mais son exploitant a pu l'assécher, reconsolider les berges et remettre les vignes en culture.
Le cépage produit des vins particuliers à cause des embruns saumâtres et des sables alluvionnaires où se mêlent les eaux douces de surface amenées par les fleuves les eaux marines en profondeur où se déposent les alluvions (notamment lors de la marée montante) ; ce régime mixte est caractéristique de cette région naturelle, cependant peu arrosée par la pluie, avec des sols pauvres et fragiles, et des marais salés, située au nord-est du Médoc et au nord du Bordelais, entre à l'ouest le Golfe de Gascogne et à l'est l'estuaire de la Gironde parcouru par les forts courants marins qui la remontent et exposée au vent (protégée cependant des vents d'ouest les plus forts par les landes du Médoc sur la façade atlantique), une région également contiguë de la région viticole de l'Entre-deux-Mers (entre les estuaires de la Dordogne et de la Garonne, les deux grands fleuves dont les estuaires également influencés par une forte influence marine se réunissent pour alimenter celui de la Gironde en eaux, parfois très saline lors des grandes marées avec la formation régulière de mascarets).
L'île peut être visitée par un embarcadère, propriété du domaine viticole, à proximité des bâtiments de l'exploitation installée sur l'île.